# 千禧綜合館
千禧綜合館（簡稱千禧館）是澳门粵華中學校園內一座集合體育設施、劇院設施及教職員工作室於一身樓高四層的橢圓形多用途建築物，與東望洋巷相接，於2000年動工，2001年落成啟用；千禧綜合館除了是一座綜合大樓外，也是一座有環保理念的大樓。

## 命名之意
千禧綜合館的名字是由於2000年時是完成了第二個千禧而踏入第三個千禧，這個是在時代上的一個新的里程，也是紀念耶穌基督降生為人2000年的紀念，因此命為「千禧」；而綜合館的意思是千禧綜合館是綜合了體育場地、行政以及場館設施的意思。

## 興建過程
千禧綜合館於1997年開始構思的，學校為了配合澳門社會的多元化發展，例如在資訊及科技方面，也是為了學生有一個現代化的場館為學生提供一個較好的校園學習環境，因而開始構思。翌年，學校正式計劃一個室內大樓令學生在任何天氣的情況下都可以使用外，計劃中也是要用一個內聯的網絡為日後的綜合資訊教育作前期準備。1999年向澳葡政府土地運輸司作出申請。
2000年，粵華中學得到澳門特區政府土地工務運輸局的批准興建，同時也開始向學生及家長籌募興建費用；同年7月15日起拆卸在該校園內的大看台，及至同年9月，大看台完全清拆完畢。同年10月27日舉行「粵華中學千禧綜合館奠基儀式」，翌日在澳門綜藝館一館為千禧綜合館奠基儀式及該校75週年舉行序幕表演晚會。2001年2月18日，為千禧綜合館的興建費用進行環山跑及步行籌款活動。
經過大概8個月的興建，在2001年5月4日舉行「粵華中學千禧綜合館開幕儀式」，在粵華中學校長梁熾才神父的陪同，由澳門行政長官何厚鏵及天主教澳門教區主教林家駿主持；在開幕儀式後也在第二層舉行揭碑儀式。

## 大樓設備
綜合館綜合了多元化的設計及配合，以下是綜合館的設施及用途：
綜合館的首層（地面的一層）是雨天操場，是給學生作為一個活動的場地，操場的北面是開放式的，它集合了開放式籃球場（或排球場）、乒乓場、健身室及更衣室，設有乒乓台5台、健身器材、沖洗及儲物設備等等；另外，雨天操場樓高的最高高度（連閣樓部份）高達7.85米，因而可以解決在比賽時會碰到頂部的問題，不會影響賽果。在首層的中間設有閣樓，是首層的健身室及更衣室對上位置，無佔籃球場（或排球場）的場地，充分善用地方，設有娛樂設計及乒乓台。
第二層是和校園內的鳴道樓連接著的，因而常常會給人一個印象這層是地面的一層。第二層主要是教員室，設有開放式的教員室、2個教職員休息室（其中一個可改作會議室之用）、教科書資料庫、保健室等。這層設有內聯網絡設備、互聯網設備，為教職員作授課前的資訊準備；在教員室的另一面是劇院後台，後台是連接著三樓的劇院舞台。
第三層是劇院的場地，設有一個舞台，以配合舞台的演出等等。這層也是一個室內籃球場，在和第四層的地面是有更衣室及休息室的設備，這個是參考了澳門綜藝館的設計。室內籃球場的地面以木板鋪砌的，所以平時會用特製的大布蓋著，以免傷及地板。此外，第三層可以設有約1600個座位，其中約1200個是流動座位，而400個座位是一個自由拉動式的座位，是全澳門第一個引用，其後也被塔石體育館、澳門運動場室內體育館等所引用。
第四層是固定座位達600個，此層中間的最高處是舞台控制室，正中地對著第三層的舞台。這層最特別是在屋頂是設置中央冷氣系統，提供冷氣外也可以為場館提供新鮮空氣。而屋頂是全澳門當時第一個有天幕的屋頂，這個是為了善用天然的太陽光線，可以減少亮燈的時間，充份體現環保。

## 評論興建費用來源
由2000年起，粵華中學向學生及家長籌募千禧綜合館的興建費用，引來不少家長的不滿。在2001年5月4日，教育暨青年局局長蘇朝暉在粵華中學千禧綜合館開幕儀式上向在場的嘉賓及學生致詞時，表示學生的責任是吸收教科書本上的知識，而家長就是教導其子女，而學校的責任就是要為學生盡量提供較好的學習環境，但不應該向學生及家長就校園的興建、擴建等而籌募興建費用，直接地對粵華中學的籌募行為表示不滿。